# Laughery Creek
Der Laughery Creek ist ein etwa 130 Kilometer langer rechter Nebenfluss des Ohio Rivers im Südosten des US-Bundesstaates Indiana. Benannt wurde der Fluss nach Colonel Archibald Lochry, der 1781 bei Aurora von einem Shawnee-Indianer mit einem Tomahawk erschlagen wurde.

## Verlauf
Der Laughery Creek entspringt etwas südlich von Napoleon im Ripley County und fließt anfangs in nördliche Richtung bis etwa zur Einmündung des Tub Creek. Ab hier schlägt er einen östlichen Kurs ein bis zur Mündung des Little Laughery Creek. Er schlängelt sich nun gegen Süden meist von einem Waldsaum begleitet und wird bei Versailles im Versailles State Park zum Versailles Lake gestaut. Er verlässt den Stausee wieder und fließt vorwiegend in östliche Richtung bis zur Mündung in den Ohio River südlich von Aurora. Auf diesem letzten Abschnitt bildet er die Grenze zwischen den Countys Ohio und Dearborn.